# Валентін Ліньї
Валентін Мадлен Ліньї (фр. Valentine Ligny; 22 жовтня 1906, Авіон, Франція — 4 січня 2022) — французька веріфикована супердовгожителька. На момент своєї смерті була шостою найстарішою повністю верифікованою нині живою людиною в світі.

## Життєпис
Народилася в містечку Авіон, департамент Па-де-Кале у родині залізничника Жюля Бонеля. Коли Валентін було п'ять років родина переіздить до Ам'єна. 1933-го року побралася з П'єром Едуаром Ліньї (1905—1947) і згодом переселилася до містечка Сент-Ашель, де прожила понад 80 років у власному будинку на вул. Крої (фр. rue de Croÿ), доки 2015-го не перебралася до будинку для осіб похилого віку.
Мала трьох дочок — Ніколь, Клодін та Франсуазу, шість онуків і тринадцять правнуків.